# Taphropiestes fusca
Taphropiestes fusca – gatunek chrząszcza z nadrodziny zgniotków i rodziny Cavognathidae. Zamieszkuje Amerykę Południową.

## Taksonomia
Gatunek ten opisany został po raz pierwszy w 1875 roku przez Edmunda Reittera na łamach „Coleopterologische Hefte”. Jako miejsce typowe wskazano Chile. Zaliczony został przez Reittera do nowego, monotypowego wówczas rodzaju Taphropiestes.

## Morfologia
Chrząszcz o wydłużonym ciele długości od 2,7 do 3,1 mm, z wierzchu słabo wysklepionym i gęsto porośniętym przylegającymi, żółtawymi lub złotymi szczecinkami równych długości. Ubarwienie ma brązowe z jasnobrązowymi do ciemnobrązowych czułkami i odnóżami, zwykle z brunatnoczarnymi głową i przedpleczem. Oskórek jest umiarkowanie połyskujący, na przedpleczu i pokrywach z mikrorzeźbą.
Głowa jest poprzeczna, wyraźnie w tyle zwężona, o bardzo krótkich i słabo zaznaczonych przednich wypustkach policzków, zaopatrzona w dwa odseparowane, niepołączone łukowatą bruzdą dołki w części czołowej. Czułki o członach 9 i 10 dużych, prawie kwadratowych.
Przedplecze jest najszersze w nasadowej ⅓ i stamtąd silniej ku przodowi niż ku tyłowi zwężone, wyraźnie węższe niż pokrywy w barkach. Długość przedplecza wynosi od 0,6 do 0,7 jego szerokości. Listewki boczne przedplecza są dobrze widoczne na większej części długości, tylko na przedzie zatarte. Powierzchnia przedplecza ma dwa słabo zaznaczone wciski przypodstawowe w pobliżu środka nasady oraz nieco mniejsze niż na ciemieniu punktowanie zanikające zwykle w części środkowej dysku. Tarczka jest mocno poprzeczna i gęsto punktowana. Pokrywy są od 3,5 do 3,8 razy dłuższe od przedplecze, od 1,8 do 1,9 razy dłuższe niż łącznie szerokie, o niewystających ku przodowi kątach barkowych, gęsto pokryte punktami tak dużymi, jak te na przedpleczu. Wyrostek międzybiodrowy przedpiersia jest dwukrotnie dłuższy od przedniego biodra i prawie tak szeroki jak panewka tegoż.  U samców trzy pierwsze człony przednich stóp są silnie rozszerzone, a stóp środkowych bez wyraźnego rozszerzenia.

## Rozprzestrzenienie
Gatunek neotropikalny, znany wyłącznie z Argentyny i Chile.